# Wehntal

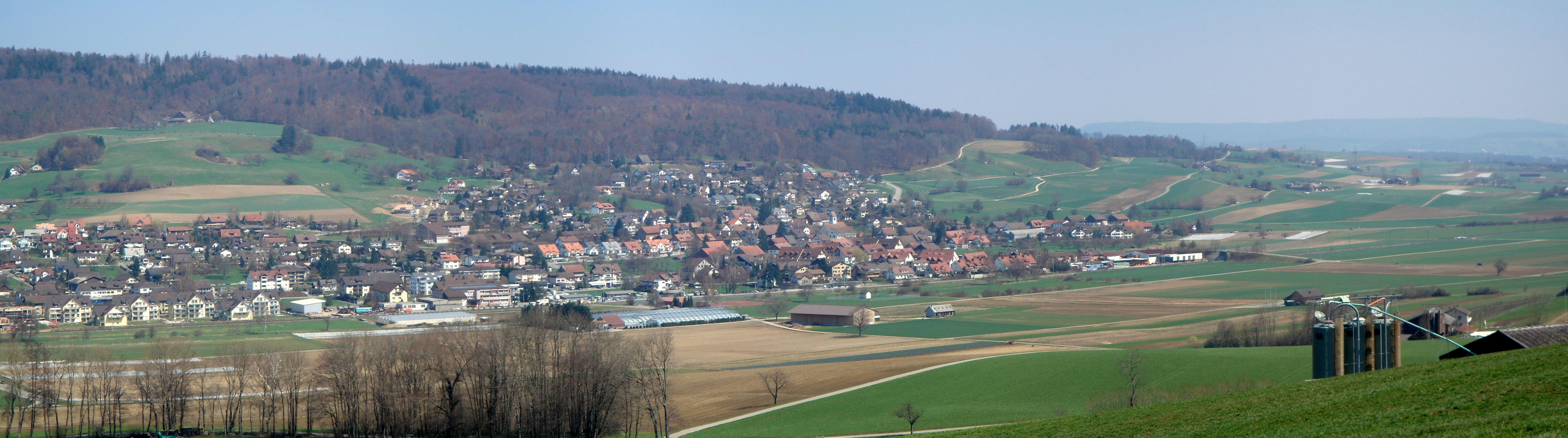
Blick vom Lägernhang in Richtung Osten mit den Gemeinden Oberweningen und Schöfflisdorf an der anderen Talseite

Das Wehntal liegt zwischen der Lägern und der Egg im Bezirk Dielsdorf des Kantons Zürich in der Schweiz. Das Tal liegt im Nordwesten des Kantons an der Grenze zum Aargau.  
Im Osten wird das Tal von einer alten Endmoräne des Linthgletschers abgeschlossen, die eine Talwasserscheide zwischen der Surb und der Glatt bildet. Das Tal fällt gegen Westen ab und wird durch die Surb entwässert. Im Westen endet das Wehntal an der Grenze zum Kanton Aargau, wo es vom Surbtal fortgesetzt wird.  
Im Wehntal liegen die Gemeinden Schöfflisdorf, Oberweningen, Schleinikon und Niederweningen. Die Wehntalbahn, heute mit der Linie S15 ein Teil der Zürcher S-Bahn, führt durch das Tal. Die Wehntalerstrasse führt von Zürich bis zur Grenze des Aargaus. 
Die Lägern ist der östlichste Ausläufers des Faltenjuras, die Egg ist eine Schotterterrasse, die im frühen Pleistozän durch Mittelmoränenmaterial entstanden ist. In der Gemeinde Niederweningen wurden im 19. und 20. Jahrhundert die bedeutendsten Mammutfunde in der Schweiz gemacht, die im Mammutmuseum ausgestellt sind.